# Edward Samuel Corwin
Edward Samuel Corwin (19 de janeiro de 1878 – 23 de abril de 1963) foi presidente da American Political Science Association (Associação de Ciência Política Americana). 

## Biografia
Corwin nasceu em Plymouth, Michigan, no dia 19 de janeiro de 1878. Ele recebeu seu diploma de graduação da Universidade de Michigan em 1900, e o seu Ph. D. da Universidade da Pensilvânia, em 1905. Ele foi convidado a integrar o corpo docente da Universidade de Princeton por Woodrow Wilson, em 1905. Em 1908, ele foi nomeado o McCormick Professor de Jurisprudência. 
Ele é autor de muitos livros sobre o direito constitucional dos Estados Unidos, e permaneceu na universidade de Princeton até sua aposentadoria em 1946. Sua influência eventualmente se estendeu além do campus, chegando ao governo federal, ao qual serviu em 1935 como assessor da Public Works Administration (Administração de Obras Públicas), e em 1936-37 como assistente especial e consultor ao Procurador Geral de assuntos constitucionais. Sua independência intelectual, que já havia impressionado o Presidente Wilson também caracterizou o relacionamento de Corwin com Roosevelt, quem apoiou quando propôs aumentar o número de juízes da suprema corte e publicamente o opôs quando Roosevelt quebrou a tradição e concorreu à Presidência pela terceira vez.
Ele morreu no dia 23 de abril de 1963, e foi sepultado Cemitério de Princeton. Foi novamente enterrado no Cemitério Riverside perto de sua cidade natal, Plymouth, Michigan, onde permanece até o dia de hoje, com sua esposa, pais, e outros membros da família.
Uma biografia completa de Corwin, com uma bibliografia abrangente de suas numerosas publicações, foi escrito por Kenneth Crews e publicado em 1985.

## Citação
Ele tem sido frequentemente citado por dizer que a Constituição "é um convite à luta para ter o privilégio de dirigir a política externa Americana."